# PlayGround.ru
PlayGround.ru (с англ. — «Игровая площадка») — веб-сайт, русскоязычное интернет-издание и игровой сервер. Посвящён в основном компьютерным играм и игровой индустрии, однако на сайте часто публикуются и другие новости из IT-индустрии.

## Описание
PlayGround — информационный ресурс с энциклопедией игр, разделом новостей и статей. Для каждой игры есть страница с агрегатором цен в российских магазинах. Также на сайте публикуются файлы, читы и гайды по прохождению игр.

## История
В начале 2000-х годов успех веб-сайта Absolute Games способствовал зарождению в русском сегменте Интернета более 20 сайтов с аналогичным содержанием. Одним из таких «клонов» стал PlayGround.ru. 25 октября 2000 года был зарегистрирован домен PlayGround.ru и 20 февраля 2001 сайт начал работу. Изначально PlayGround являлся фан-сайтом поклонников многопользовательских игр и киберспорта. К 2004 году при поддержке московского провайдера «Ропнет», также владевшего игровыми клубами, PlayGround превратился в крупнейшее хранилище игровых файлов в России. Через сайт распространялись моды, патчи, NoCD (позволявшие играть в игры без лицензионного диска) и читы.
24 июля 2009 года появился раздел «Блоги». 15 января 2011 года вышел первый выпуск видеодайджеста от PlayGround.ru. 4 мая 2012 года интерфейс сайта претерпел небольшие изменения, также была убрана возможность отключать показ аватарок.
25 сентября 2012 года началась персональная еженедельная рассылка. 24 октября 2012 года было объявлено, что с сайта были убраны все NoCD и NoDVD. 7 мая 2013 года на форуме появилась рубрика «Steam».
21 октября 2013 года была запущена новая версия сайта, сильно изменившаяся внешне и технически. Был изменён поиск и видеоплеер. 5 июля 2014 года новый раздел сайта — PlayGround Wiki, где пользователи пользователь могли вносить правки в уже имеющиеся материалы по играм. 22 августа 2014 года появилось спонсорство разделов.
30 декабря 2014 года появилось новое обновление для блогов, появилось отдельное поле для источника. 16 марта 2015 года произошла смена дизайна сайта. 25 марта 2015 года авторские блоги вынесены в отдельную категорию. 25 апреля 2016 года появилась новая система авторизации, авторизация вынесена в отдельный домен и отдельную систему.

## Рейтинги сайта
За период от ноября 2008 до апреля 2009 года сайт PlayGround.ru посетило около 0,03 % всех пользователей Интернета в мире. 90 % пользователей сайта составляют граждане России.
Согласно статистике «Яндекса», сайт занимал третье место среди всех русскоязычных игровых сайтов в 2009 году. В категории «Файлы к играм» сайт занимал четвёртое место в том же 2009 году.
Согласно статистике сайта TalkReviews.ru, сайт PlayGround.ru занимал 257 место среди всех сайтов с доменным именем .ru в 2009 году.
Согласно статистике LiveInternet.ru, в категории «Игры» сайт PlayGround.ru занимал второе место в рейтинге в 2009 году.

## Критика
По данным на 2019 год, большая часть материалов сайта скопирована из других ресурсов, зачастую без ссылки на первоисточник. Это происходит за счёт пользовательского контента, публикация которого награждается различными призами.